# Hamophthiriidae
Hamophthiriidae – rodzina skórnych pasożytów ssaków należąca do rzędu Phthiraptera. Powodują chorobę zwaną wszawicą. 
Hamophthiriidae stanowią rodzinę składającą się obecnie z 1 rodzaju:
- Hamophthirius - rodzaj ten obecnie składa się z 1 gatunku
  -  Hamophthirius galeopitheci